# Mylothris continua
Mylothris continua is een vlindersoort uit de familie van de Pieridae (witjes), onderfamilie Pierinae.
Mylothris continua werd in 1944 beschreven door Talbot.